# Musique baoulée
La musique baoulée est utilisée dans toutes les manifestations (réjouissances, funérailles, travail...) de la vie de la communauté baoulé, une des principales ethnies de Côte d'Ivoire.
La musique vocale Baoulé se caractérise par sa polyphonie vocale, la technique des tierces parallèles et le style responsorial (appel - réponse).
On remarque aussi la présence de musiciens professionnels ou semi-professionnels ambulants. Ils pratiquent une musique à caractère lucratif et sont à la fois instrumentistes et chanteurs.

## Musique rituelle
À côté de la musique vocale populaire et quotidienne, il existe une musique purement instrumentale réservée aux grandes occasions (funérailles d'un chef, intronisation d'un roi, etc.) et jouée par un ensemble de tambours dont le plus important est le tambour jumelé Attoumgblan ou Klin Kpli.
La musique sacrée se manifeste à travers les masques tels que le Goli et le Glaou.
Les instruments les plus utilisés dans la musique Baoulé sont :
- Le klin kpli
- Le pendre (prononcé "pindrè")
- L'arc musical
- La sanza
- Le djomolo
- Le djinkao
- L'Ahoco
- Kôkouah : petite cloche

## Musique «tradi-moderne»
La musique traditionnelle-moderne baoulé compte aujourd’hui parmi les genres musicaux ivoiriens en vogue. Le kpaniglo est utilisé.
Les grands noms actuels de ce genre musical sont notamment N’Guess Bon Sens, la Tigresse Sidonie, Norbert Kolouba, Confiance Loukou Kouadio, Maurisson, Amani Johnny, Bellanika, Konan Ebongué, etc. Par le passé, les stars ont été Tonton Etienno, Thérèse Allah, Kouakou Pondô ou encore Michel Kouakou.
Les textes de ces musiques abordent souvent sur des faits sociaux, mais le genre est connu pour parler très crûment de sexe.
Cette musique connait un regain d'audience lors de la fête de Paquinou.